# Годе (аэропорт)
Аэропорт Годе (анг. Gode Airport, также известен под названием Ugas Mirad Airport) — аэропорт, расположенный в 1,5 километрах к юго-востоку от города Годе, расположенного в одноимённой зоне региона Сомали Эфиопии. Расположен на высоте 254 метра над уровнем моря, имеет одну асфальтированную взлётно-посадочную полосу длиной 2280 метров и шириной 35 метров.
Строительство аэропорта началось в 1965 году шведской строительной фирмой Skanska. Строился как «Проект 101» в строжайшем секрете так, что даже в Швеции вообще не знали о том, и Skanska получила контракт без публичных торгов. Для строительства аэродрома материалы доставляли конвои машин из Дыре-Дауа. Первый конвой был направлен в начале января 1965 года, но дорога была настолько трудной (только 200 из 900 километров пути было асфальтировано), что до места он добрался до места назначения только в начале марта. Всего за время строительства было доставлено 11 конвоев, всего около 20-30 машинорейсов. Общий вес доставленного груза составил около 400 тонн на 10-тонных грузовиках. Конвои шли с военным сопровождением. В ходе транспортировки грузов произошло несколько перестрелок.
Аэропорт был официально открыт императором Хайле Селассие I 10 июня 1966 года. Первоначально аэропорт строился как военно-воздушная база для эфиопских военно-воздушных сил, однако после окончания строительства был открыл для гражданской авиации.
В ходе эфиопо-сомалийской войны оказался в центре боевых действий. После того, как сомалийская армия под видом ФОЗС (Фронт освобождения Западного Сомали) пересекли спорную границу между Сомали и Эфиопией 23 июля 1977 года, в течение недели город Годе вместе с авиабазой оказались в руках сомалийцев. В ходе наступления 24 июля 1977 года ФОЗС вёл боевые действия против эфиопских частей, дислоцировавшихся на авиабазе в Годе (всего 5 дивизионов 5-й бригады 4-й дивизии). В результате наступления практически полностью были уничтожены эфиопские силы 3-го и части 4-го дивизиона.
После поражения сомалийской армии контроль Эфиопии был восстановлен без боёв.
Для размещения военной авиации в северной части взлётно-посадочной полосы расположены 3 рулёжные дорожки с площадками для временной стоянки самолётов; предназначены для размещения не более одного самолёта на каждой. Вокруг стояночных площадок имеются земляные валы.
В центральной части взлётно-посадочной полосы имеется рулёжная дорожка к небольшому зданию аэропорта и стояночной площадке для гражданских самолётов.

## Авиакомпании и пункты назначения
Выполняются ежедневные рейсы (кроме, пятницы и субботы) в аэропорт Джиджига, вылет в 10:20, время в пути около 55 минут. Кроме того, по субботам выполняются рейсы в аэропорт Дыре-Дауа, вылет в 10:45, время в пути около 1 часа 15 минут.